# Lars Grael
Lars Schmidt Grael (San Paolo, 9 febbraio 1964) è un ex velista brasiliano.

## Biografia
Fratello del velista campione olimpico Torben Grael, con cui ha vinto il campionato mondiale di classe Snipe nel 1983. 
Ha conquistato due medaglie di bronzo ai Giochi Olimpici nella classe Tornado: la prima a Seul 1988 in coppia con Clinio Freitas, la secondo ad Atlanta 1996 con Henrique Pelicano.
Nel settembre 1998 è vittima di un serio incidente a Vitória, Espírito Santo che gli causa l'amputazione di una gamba. Dopo il ritiro si occupa di promuovere lo sport in ambienti politici.

## Palmarès

### Olimpiadi
- 2 medaglie:
  - 2 bronzi (Seul 1988 nel Tornado; Atlanta 1996 nel Tornado)